# Le soleil se lève à l'est
Le soleil se lève à l'est é uma minissérie francesa de 6 episódios, realizada por François Villiers em 1974. Foi transmitida em Portugal pela RTP com o nome O Sol Nasce a Oriente.

## Sinopse
Em 1815 dois oficiais franceses partem para a Índia, colocando-se às ordens do rei do Punjab, que pretendia reformar o seu exército. Lá viverão várias aventuras guerreiras, sentimentais e políticas.
A série alegadamente é uma versão romantizada da vida do general Jean-François Allard

## Elenco
- Julian Mateos: André Ventura
- François Dunoyer: Jean-François Allard
- Saeed Jaffrey: Ranjit Singh

## Ligações Externas
- «Le soleil se lève à l'Est». Tele 70 (em francês). Consultado em 18 de março de 2014
- Le soleil se lève à l'est. no IMDb.